# Raisen
Raisen è una suddivisione dell'India, classificata come municipality, di 35.553 abitanti, capoluogo del distretto di Raisen, nello stato federato del Madhya Pradesh. In base al numero di abitanti la città rientra nella classe III (da 20.000 a 49.999 persone).

## Geografia fisica
La città è situata a 23° 19' 60 N e 77° 47' 60 E e ha un'altitudine di 444 m s.l.m..

## Società

### Evoluzione demografica
Al censimento del 2001 la popolazione di Raisen assommava a 35.553 persone, delle quali 18.747 maschi e 16.806 femmine. I bambini di età inferiore o uguale ai sei anni assommavano a 5.449, dei quali 2.818 maschi e 2.631 femmine. Infine, coloro che erano in grado di saper almeno leggere e scrivere erano 23.538, dei quali 13.579 maschi e 9.959 femmine.